# 2024年大學校園支持巴勒斯坦抗議活動
自2024年4月17日始，美国大学校园爆发了一系列反以色列和支持巴勒斯坦的抗议活动。这些抗议活动是对亲巴勒斯坦抗议者占领哥伦比亚大学期间发生大规模逮捕的一系列响应。抗议者要求大学停止对以色列的投资。不同抗议活动的要求各不相同，包括切断与以色列及其附属实体的金融往来、实现金融关系透明化以及赦免抗议者。作为应对，美国政府采用武力手段强势镇压该抗议活动：至4月30日，来自美国20多所高校的逾1200名抗议者被捕，其中包括教职员工。一些大学已对多名涉事学生采取停课处理，部分学校甚至开除涉事学生。
4月22日，示威活动蔓延开来，美国东海岸的多所大学（包括纽约大学、耶鲁大学、爱默生学院、麻省理工学院和塔夫茨大学）的学生开始占领校园。但在占领纽约大学和耶鲁大学期间发生了抗议者遭大规模逮捕的事件。随后几天，美国各地爆发抗议活动，超过 40 所校园设立了抗议声援营地。4月25日，爱默生学院、南加州大学和德克萨斯大学在占领期间同样发生了大规模逮捕事件，抗议活动蔓延至欧洲、澳大利亚和加拿大。4月27日，发生在圣路易斯华盛顿大学、东北大学、亚利桑那州立大学和印第安纳大学的抗议活动被镇压，约275人被捕。埃默里大学占领期间，多名该校教授被拘捕，圣路易斯华盛顿大学的一些校内员工也被逮捕。4月28日，麻省理工学院、宾夕法尼亚大学和加州大学洛杉矶分校则举行了反抗议活动。
占领活动导致哥伦比亚大学和加州州立理工大学洪堡分校本学期剩余时间提前结束。来自加利福尼亚州、佐治亚州和德克萨斯州的大学教职员工发起不信任动议。波特兰州立大学因波音公司与以色列的关系而暂停与波音公司的金融往来。
一些抗议活动因涉及反犹太主义和呼吁摧毁以色列而受到批评。一些抗议者声称，这种批评是反犹太主义武器化。这一系列抗议活动遭到总统乔·拜登 、美国佛罗里达州长罗恩·德桑蒂斯、德州州長格雷格·阿博特和宾夕法尼亚州州长乔什·夏皮罗以及以色列总理本雅明·内塔尼亚胡的批评，他们都称这些抗议活动充满反犹太主义气氛。鎮壓抗议活动的警方受到了美国众议员亚历山德里娅·奥卡西奥-科尔特斯和德克萨斯州民主党人的批评，犹太裔美国参议员伯尼·桑德斯则支持抗议活动。

## 背景
自2023年10月7日冲突开始以来，美国各地发生了与以色列-哈马斯战争有关的抗议活动，包括集会、示威、行动号召和不眠抗议，同时世界各地也发生了其他以色列-哈马斯战争抗议活动。支持巴勒斯坦的抗议者批评美国对以色列在军事和外交方面的支持。一部分亲巴勒斯坦抗议者称以色列入侵加沙地带的军事行动为种族灭绝。  
部分抗议活动组织者包括了：成立于 1996 年的进步的犹太反犹太复国主义组织——犹太和平之声、成立于2014年加沙战争期间的IfNotNow以及在北美拥有200多个分会的巴勒斯坦正义学生组织（SJP）。

## 抗议内容
许多抗议活动都涉及学生要求学校断绝与以色列及其卷入以哈冲突的公司的金融往来，并终止美国对以色列的军事支持， 这是抵制、撤资和制裁运动的一部分。一些抗议者还要求学校断绝与以色列的学术联系、支持加沙停火并公布投资情况。不同立场的学生诉求不尽相同，其中包括要求大学停止接受用于支持军事目的的研究资金，以及要求大学切断流向那些以色列实体的捐赠资金。
在几次大规模逮捕事件发生之后，抗议者还要求撤销因抗议而受到纪律处分、撤销解雇的学生和教职员工的决定等。许多校园内的抗议活动是由学生团体联盟发起的，基本彼此独立，但有些团体声称他们是受到了其他校园抗议活动的启发。所有团体都否认使用暴力。 
参与抗议的人来自不同背景的学生和教职员工，其中既有犹太人，也有穆斯林。这些抗议活动中还组织了教学活动、跨宗教祈祷和音乐表演。 一些抗议活动邀请人们参观或演讲，例如巴勒斯坦摄影记者莫塔兹·阿扎伊萨（Motaz Azaiza ）就应邀参观了哥伦比亚大学的抗议活动。  一些参与者还对校园内巴勒斯坦学生的待遇表示担忧，宾夕法尼亚大学的一名匿名学生声称，校方在试图打击反犹太主义和保护犹太学生的同时，却为巴勒斯坦学生创造了一个充满敌意校园环境。 
亲巴勒斯坦活动人士表示，他们的运动是反犹太复国主义的。 一些抗议活动因反犹太主义和呼吁摧毁以色列而遭到批评。 一些抗议者声称，这种说法是将反犹太主义武器化。  外围抗议团体则表现出了担忧。 因为在一些抗议活动中，有人发现极右翼煽动者和白人民族主义者试图制造混乱和暴力。 专家们对极右翼团体试图渗透到抗议活动中造成危害感到担忧。随后与反法西斯运动结盟的激进极左翼活动人士的同样表明了担忧 。
从规模和抗议手段来说，此次抗议活动可与1968 年反对美国介入越南战争的抗议活动相比。  《卫报》称这次抗议活动“可能是自20世纪60年代末校园内反越战抗议以来最重要的学生运动”  。据《独立报》报道，抗议者研究了这一历史上著名的抗议运动。哥伦比亚大学的一名本科生表示，学生组织者借鉴了前辈们的经验，称这场运动“完全建立在” 1968年前辈们抗议活动的基础之上。 

## 哥伦比亚大学

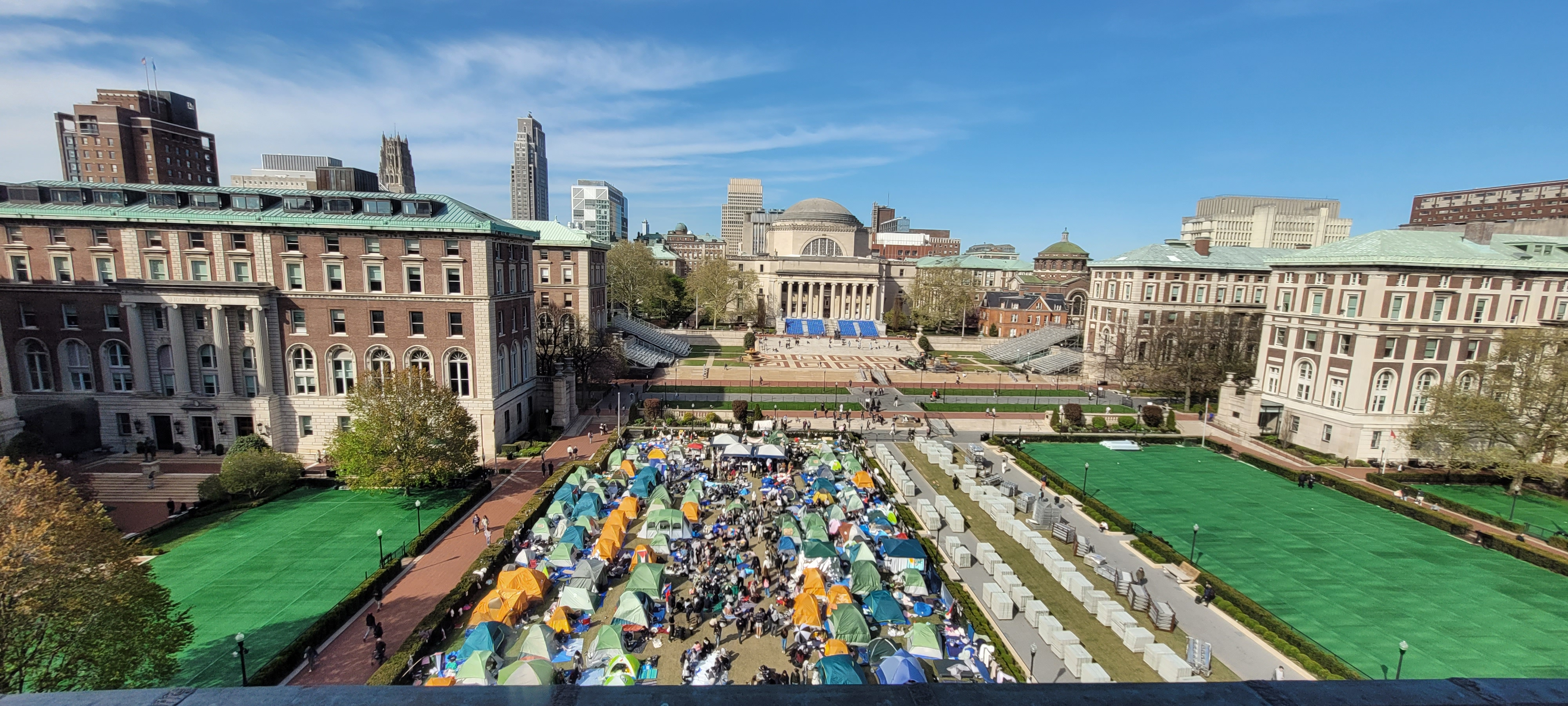
2024 年 4 月 23 日，哥伦比亚大学加沙团结营地（Gaza Solidarity Encampment）

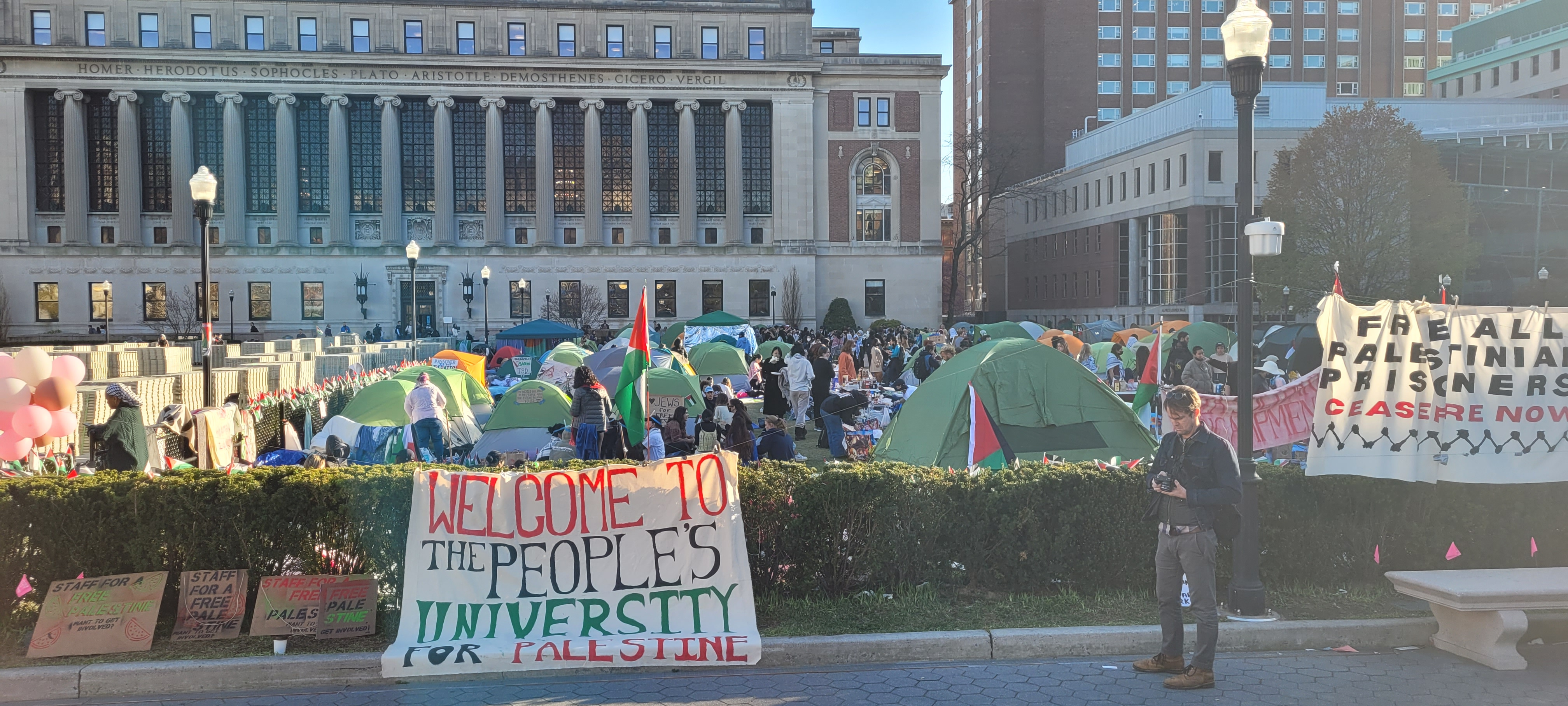
2024 年 4 月 22 日，哥伦比亚大学加沙团结阵地旁边展示的标语

在以哈战争期间美国境内的抗议此起彼伏的背景下，2024年4月哥伦比亚大学发生了一系列由亲巴勒斯坦学生的占领抗议活动。 抗议活动始于2024年4月17日，此时亲巴勒斯坦的学生在校园内建立了一个拥有大约50顶帐篷的抗议营地，抗议者称之为“加沙团结营地”（Gaza Solidarity Encampment），并要求大学从以色列撤资。 第二天，哥伦比亚大学校长米努切·沙菲克授权纽约市警察局冲进校园抓捕抗议者，同时该营地也被相关部门强行拆除。 后一天，新的营地重新建立。当撤离谈判失败后，抗议者闯入并占领了汉密尔顿大厅的行为引来了警察和政府强有力干预。 此次大规模逮捕事件是哥伦比亚大学自1968年反越战示威以来首次允许警方镇压校园抗议活动。
这次校园占领活动是由哥伦比亚大学种族隔离撤回组织 (Columbia University Apartheid Divest，CUAD) 组织的，该联盟是一个由120多个学生团体以及自2023年10月之后经常参加纽约的亲巴勒斯坦游行的巴勒斯坦正义学生组织和犹太和平之声所组成。当地团体我们的一生在校园周边组织了支持抗议活动并与纽约警察局发生了冲突。 学校外部也出现了小规模的亲以色列、反抗议者团体。

## 擴展至其他大学

### 阿拉巴马州

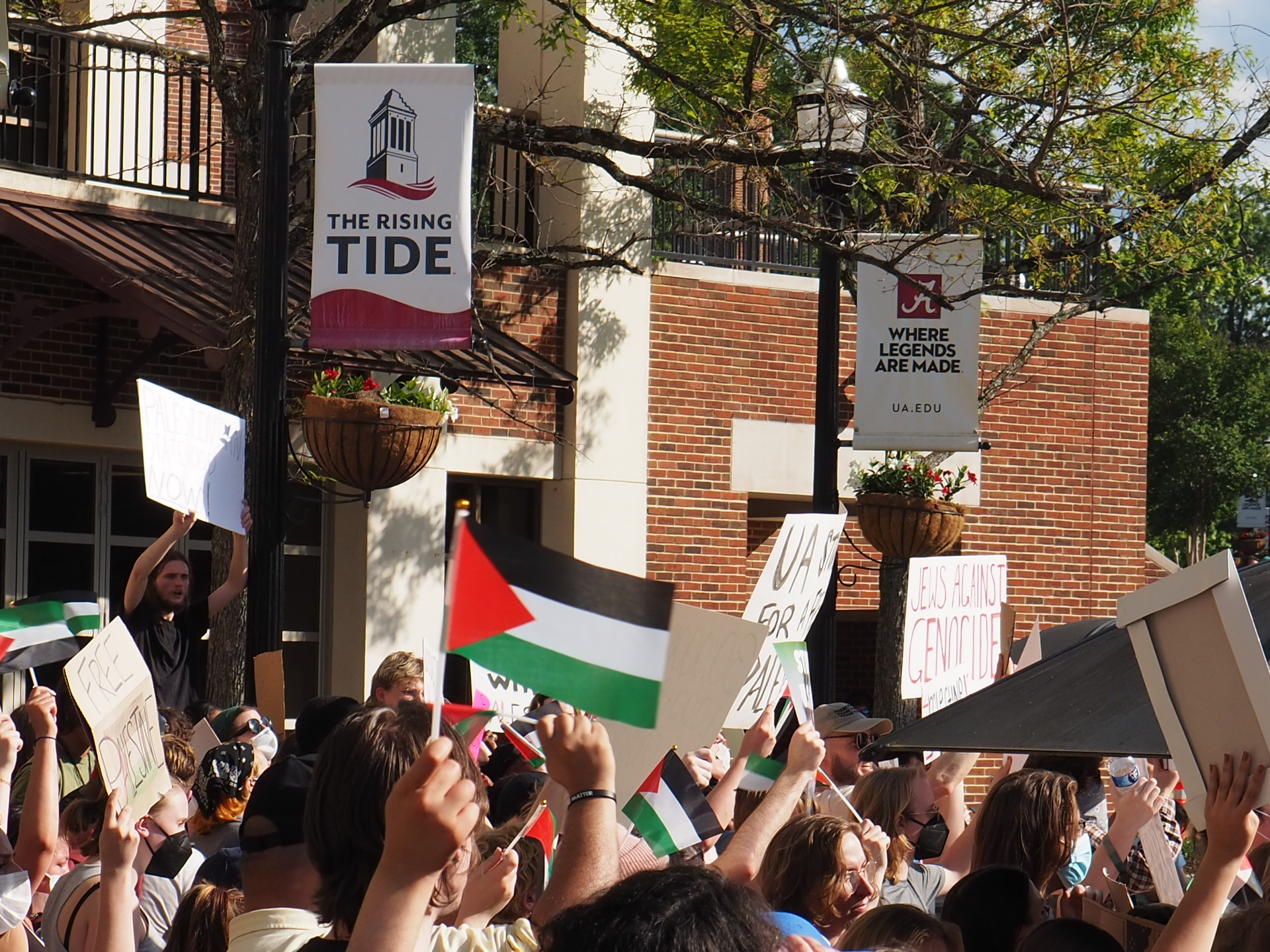
2024年5月1日，阿拉巴马大学的亲巴勒斯坦抗议人群

阿拉巴马大学的亲巴勒斯坦抗议者从5月1日至5月4日下午6:30占据该校学生中心。即使有大约一百名手持以色列和美国国旗反抗议者，仍有数以百计的抗议者站在了亲巴勒斯坦的一方 即使有大约一百名手持以色列和美国国旗反抗议者，仍有数以百计的抗议者站在了亲巴勒斯坦的一方 亲巴勒斯坦抗议者要求学校断绝与洛克希德·马丁公司的联系、重新命名以该公司执行长玛丽莲·休森命名的该校休森大楼以及披露来源于该校所接受的捐赠基金对外投资情况。正如抗议者所要求的那样，洛克希德·马丁公司官网在抗议前删除了阿拉巴马州大学作为该公司合作伙伴的介绍
抗议在5月4日下午6:30和平地结束，无人受伤。

### 亚利桑那州
2024年4月25日，数十人聚集在坦佩亚利桑那州立大学老主楼草坪上抗议。校警宣布逮捕了几个人，原因是他们违反了大学政策和 ABOR 学生行为准则，未经允许设立声援营地。 同一天，位于图森的亚利桑那大学举行了一场抗议活动，四天后该校建起一处营地
4月27日，因在校园内擅自设立营地，亚利桑那州立大学警察局逮捕了69名抗议者。 
4月30日，位于旗手市的北亚利桑那大学建起一处营地。当晚，校方会同旗手市警察局逮捕24名参与者并拆除营地。

### 加利福尼亚州
4月22日，位于北加州的加利福尼亚州立理工大学洪堡分校学生占领了一座大学建筑并用路障封锁了入口进而导致了当地部门关闭了该校园。  4月26日，由于抗议者的活动，该校决定关闭校园、提前结束本学期并开始远程授课。  
学生抗议者在加州大学伯克利分校的斯普劳尔广场搭起了十几个帐篷，表示他们将一直坚持下去，直到大学从与以哈战争相关的公司撤资。校方承诺将强行驱逐搭起帐篷或“扰乱学术活动”的抗议者。 
南加州大学 (USC) 取消了一名亲巴勒斯坦学生的毕业生演讲，理由是需要“维护校园安全”。此前亲以色列团体指责她有反犹太主义倾向。  一些学生组织，包括南加州大学学生报纸的编辑团队，批评了取消演讲的决定。  这一决定引发了抗议 。而一些学生们试图建立营地。  4月24日晚间，约有93人被捕，其中一人因持致命武器袭击而被捕，暂无人员受伤报告。  南加州大学原本只是打算取消许多原计划要在毕业典礼时进行的演讲活动，后来则以安全问题为由决定取消整个毕业典礼。 
4月25日，抗议活动蔓延至加州多所大学。加州大学洛杉矶分校的巴勒斯坦正义学生组织分会在鲍威尔图书馆和罗伊斯大厅之间设立了“加沙团结营地”（Gaza Solidarity Encampment）。有些社交媒体帖子直接提到了发生在南加州大学的逮捕行动，航拍镜头显示大约有20顶帐篷和数百名抗议者。  4月28日，在由以色列裔美国理事会组织的抗议活动中，亲巴勒斯坦者和亲以色列者（例如正在校园举行集会的“与我们站在一起”）之间发生了冲突。  
在其他地方，4月25日，数百人占领了加州大学圣巴巴拉分校的一座行政大楼；据组织者称，他们在大楼内搭起了帐篷，但他们并未计划占领大楼。同时现场没有警察。  4月25日，加州大学欧文分校举行了抗议游行，随后抗议者于 4 月 29 日在校园内扎营。 斯坦福大学设立了一个营地。 第二天，抗议者在索诺玛州立大学建立营地以供巴勒斯坦正义学生组织抗议活动使用。  4月29日，旧金山州立大学 、加州州立大学萨克拉门托分校加州大学河滨分校和西方学院设立了营地同一天，加州州立理工大学波莫纳分校举行了一场和平抗议活动。 
4月27日，加利福尼亚州克莱蒙特市的三所克莱蒙特学院在校友活动期间举行了三场示威活动。上午10点，约36名抗议者打乱了哈维穆德学院院长哈丽特·内姆哈德的演讲。下午3点15分，约50名抗议者在波莫纳学院的游行期间组成封锁带。大约半小时后，抗议者在皮策学院 (Pitzer College) 建立营地，此时该校正在举办音乐和美食节。 

### 科罗拉多州
4月22日，科罗拉多州立大学校长艾米·帕森斯主持了一场有参议员迈克尔·贝内特和前参议员科里·加德纳参加的活动，但被亲巴勒斯坦抗议者打断。 
来自科罗拉多大学丹佛分校、丹佛社区学院和大都会州立大学的抗议者在奥拉里亚校区的特里沃利方庭设立了营地。警方拘留了数名抗议者。   

### 康涅狄格州
4月12日，在耶鲁大学，学校庆祝斗牛犬日（被录取的准新生将会参加）的前一天，一群研究生绝食抗议，呼吁人们关注学校对于那些能够从加沙的军事行动中获益的武器制造商的投资。 哥伦比亚大学事件发生后，支持罢课的学生人数日益增多，直至达到临界人数。耶鲁大学的学生设立了一个营地，4月22日，60名亲巴勒斯坦抗议者因非法侵入被捕。 耶鲁大学管理人员声称，逮捕他们是因为这些学生在收到抗议活动“违反安全规定”的警告之后没有按时离开。  耶鲁大学300名教职员工签署了一封信，认为对学生的指控“违背了学校维护集会、言论和表达自由的承诺”。  4月22日，超过1000名亲巴勒斯坦抗议者在纽黑文绿地营地周围组织了“自由巴勒斯坦游行”。 
4月25日，位于斯托尔斯的康涅狄格大学建立起一处营地。一人被捕。 五天后，校警逮捕了多人并拆除了营地。 
4月28日，另一个营地在维思大学建立起来。  4月29日，约有100 人聚集在被称为“解放区”的营地。大学校长迈克尔·S·罗斯表示，只要情况保持非暴力，他就不会叫警察来。 

### 佛罗里达
4月24日，“佛罗里达大学撤资联盟”（UF Divestment Coalition）在盖恩斯维尔佛罗里达大学的美洲广场组织的抗议活动。 两天后的 4月26日，中佛罗里达大学也举行了另一场抗议活动 4月25日，佛罗里达州立大学内的兰迪斯（Landis Green）内的露营抗议活动仅持续了几分钟，就被随后赶到校警驱散，学校管理部门还动用了洒水装置。  4月29日，在南佛罗里达大学的一次抗议和露营活动中，有3人被捕

### 佐治亚州
4月24日，佐治亚理工学院的学生举行了支持巴勒斯坦的集会。第二天，肯尼索州立大学的学生举行了罢课活动。 
4月25 日上午，警方在埃默里大學的营地内逮捕了示威者。 学生们当天早上建立了营地，声援被封锁的加沙人民并开展抵制亚特兰大公共安全培训中心的抗议。 佐治亚州巡警、亚特兰大警察局和大学警察局在该营地建立后三小时内就开始清理营地。警方向学生动用了泰瑟枪，并使用催泪瓦斯以逮捕了至少20名学生。    埃默里大学教授卡罗琳·福林同样被捕。 一段含有警察在埃默里大学内使用电击枪对付一名抗议者的视频在网络上迅速传播，但负责公共安全事务的副总裁谢丽尔·埃利奥特 (Cheryl Elliott) 声称，该人员据传与埃默里大学没有关联。埃利奥特还向埃默里大学的社群里发送了一封电子邮件，声称由于有报道称警察遇袭，执法人员因此需要使用“化学刺激物”来控制骚乱的人群。 
4月29日，警方在佐治亚大学内的营地中逮捕了 16 人。 

### 伊利诺伊州
4月22日，芝加哥洛约拉大学的学生举行抗议活动。 
4月24日，数百名伊利诺伊大学厄巴纳-香槟分校学生举行集会，要求学校从贝莱德撤资。  4月26日，该校宣布他们需要在30分钟内拆除帐篷。 45分钟后，一名校外人员因妨碍该校工作人员拆除帐篷而被捕。  
4月25日，西北大学的学生在该校埃文斯顿校区的南校区建立营地。 最初只有几十名学生扎营；到周四晚上，人数已过一千人。 作为对抗议活动的回击，该校对学生行为准则进行临时补充，其中包括禁止在校园内搭建帐篷。 
4月26日，芝加哥大学、芝加哥艺术学院、芝加哥哥伦比亚学院和罗斯福大学的学生举行抗议游行，呼吁大学断绝与以色列的联系。   三天后，学生们在校园里建立了营地。 
5月4日，在警方与抗议学生持续谈判了约5个小时後，警方在芝加哥艺术学院內逮捕了50名抗议者。

### 印第安纳州

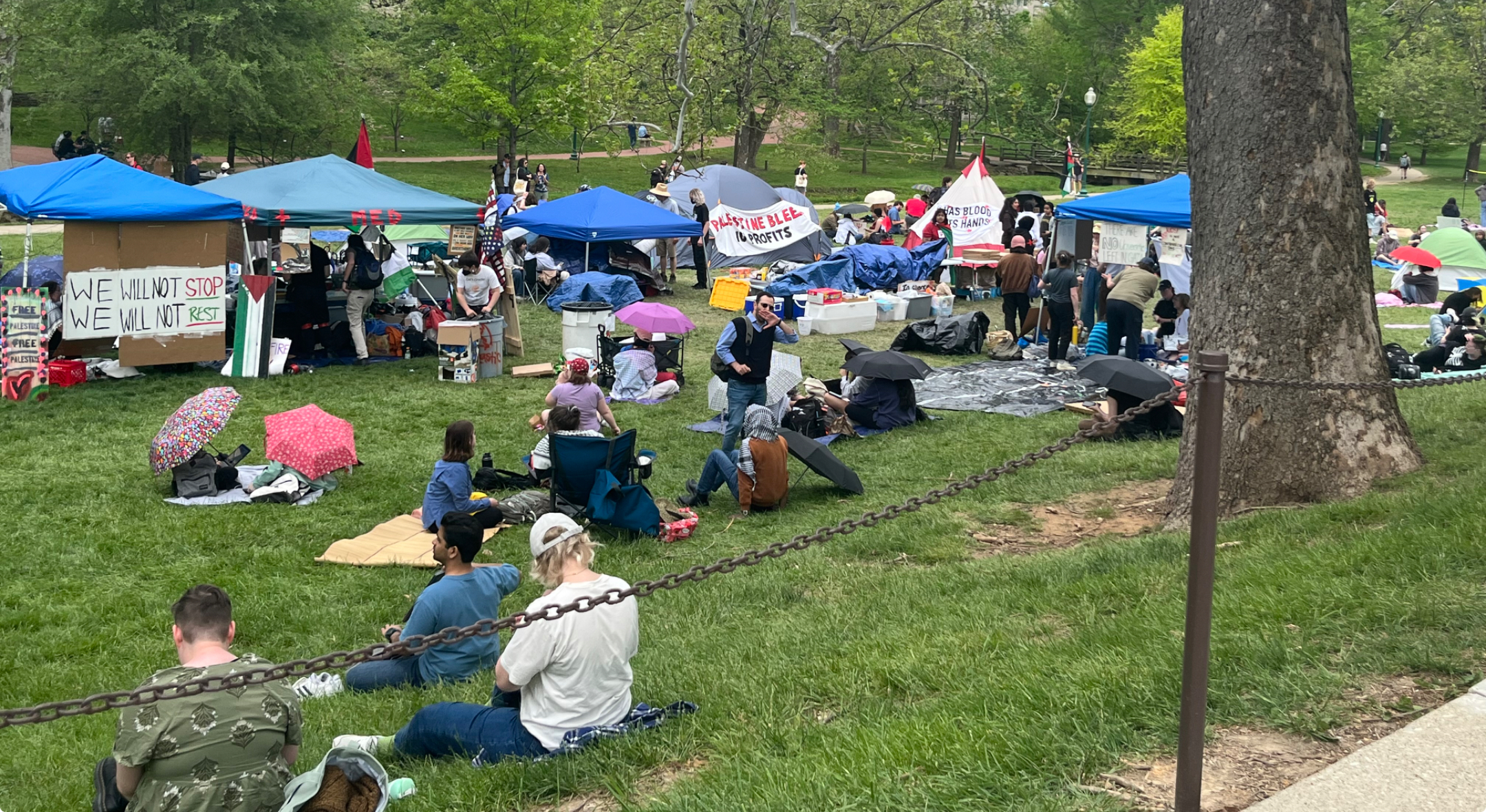
4 月 29 日，印第安纳大学伯明顿分校的营地

4月19日，印第安纳大学-普渡大学印第安纳波利斯分校的示威者在印第安纳波利斯市中心的纪念碑广场游行，抗议政府对战争的反应。 
4月25日，美国参议员托德·杨（Todd Young）在普渡大學校园内接受校长蒋濛采访时被示威者打断。 巴勒斯坦正义学生组织和美国青年民主社会主义者的组织者迅速建立了营地。普渡大学警察局局长声称不允许学生搭帐篷，但后来，大学发言人声称学生可以搭帐篷。 
在印第安纳大学邓恩草地上搭建之后逮捕了33名抗议者。  “印第安纳大学撤资联盟”（IU Divestment Coalition）提出的要求包括校长、教务长和副教务长在内的人员辞职，终止与海军水面作战中心克雷恩分部（位于布卢明顿附近的海军设施）的合作，以及切断与以色列的金融联系。 最后一项要求则违反州法案，该法案将参与抵制、撤资和制裁（BDS）的公司列入黑名单。   4月25日，社交媒体上流传的照片显示，一名警方狙击手站在印第安纳纪念联盟的屋顶上，俯瞰搭建在邓恩草地上的营地。 
4月26日，聖母大學学生举行集会，呼吁从武器制造商中撤资。  

### 路易斯安那州
4月26日，位于新奥尔良的杜兰大学和洛约拉大学爆发罢课抗议抗议。圣查尔斯大道因游行而关闭。学生们要求这两所大学从那些能够在以色列军事行动中渔利的公司中撤资。 路易斯安那州立大学学生会在校外举行了支持巴勒斯坦的抗议活动。 第二天，有10人在一场由洛约拉大学和杜兰大学学生参与的抗议活动中被捕。据新奥尔良警察局称，四名警察在杰克逊广场清场时负伤。 

### 马里兰州
4月23日，由巴勒斯坦正义学生组织（SJP）组织的静坐抗议活动在马里兰大学帕克分校举行该组织在霍恩贝克广场插上了巴勒斯坦国旗。 
4月24日，学生们在约翰霍普金斯大学校园举行集会和游行 4月29日，超过100名示威者在“霍普金斯正义联盟”的组织下举行集会，并在校园内扎营，但在次日散去。 抗议者则于4月29日扎营。第二天，约翰斯霍普金斯大学宣布与抗议者达成协议，营地已解散。 

### 马萨诸塞州
4月19日，波士顿大学学生举行抗议，声援哥伦比亚大学学生。 两天后，史密斯学院举行了一场支持巴勒斯坦的抗议活动。 
2024年4月24日，学生们在哈佛大学内的哈佛园扎营。 
麻省理工学院的学生要求该校切断与以色列国防军的研究联系。 塔夫茨大学也出现了一个由至少十几个帐篷组成的声援营地。  
2024年4月21日晚，爱默生学院的学生在博伊尔斯顿广场小巷扎营，声援在类似抗议活动中被捕的人。 学生们呼吁埃默森摒弃与犹太复国主义的关系。  4月24日晚，约有 108 人在抗议活动中被捕，视频显示警察强行冲击人群，并将那些手挽手组成人墙、试图用雨伞反抗的人推倒。据报道，四名警官受伤，但没有生命危险。学校管理人员表示，考虑到这条小巷并非学校独有并且市政府威胁要介入，因此学校事先已警告过抗议者，要求其离开。 
4月25日，东北大学的学生在学校百年纪念公园的营地周围围成一圈，在警察接近时高呼口号。警方随后不久离开了现场。 伯克利音乐学院的学生也加入了东北大学的露营活动。 
4月27日，超过100名亲巴勒斯坦抗议者在该校被捕。学校官员声称，学生示威活动被外来者渗透，他们高喊“杀死犹太人”等反犹太言论。  随后，社交媒体上流传的一段视频显示，一名手持以色列国旗的反抗议者试图通过大喊“杀死犹太人”来激起抗议者的回应，结果引来群众嘘声一片。 
4月26日，波士顿学院举行了一场抗议活动。抗议期间，一名组织者宣读了一名在爱默生被捕并被禁止进入波士顿学院校园的该校学生写的一封信。 
马萨诸塞大学阿默斯特分校的示威者在该校校长哈维尔·雷耶斯的就职典礼上抗议，呼吁他切断与军事团体的联系，并撤销对那些参与了该校的先前抗议活动中人员的指控。 三天后，校园里就建起了一个营地。 

### 密歇根州
4月24日，学生们在安娜堡密歇根大学哈彻研究生图书馆外搭起了帐篷。 反抗议者在营地附近分发小型以色列国旗，以表示对以色列的支持。 
4月25日，密歇根州立大学的学生在1970年设立过反越战声援营地的“人民公园”区域建立了声援营地
4月28日，抗议者在位于卡拉马祖的西密歇根大学建立了营地。 

### 明尼苏达州
4月23日，9名明尼苏达大学的学生因试图在位于明尼阿波利斯的校区内扎营被捕。 抗议活动于次日恢复。 
4月26日，哈姆林大学一群学生在大学校长办公楼前举行静坐抗议。 29 小时后，抗议者转移到大楼前草坪上的营地。 

### 密苏里州
约50名来自校内和社区的抗议者聚集在密苏里州的圣路易斯华盛顿大学。一名目前就读于哥伦比亚大学的该校校友在活动上发言。里士满县、圣路易斯都会区和大学的警察被请来驱散这小股人群。 据绿党竞选团队通讯主管称，4月27日，超过 80 名抗议者被捕， 其中包括美国绿党总统候选人吉尔·斯坦 及其竞选经理。 
4月29日，学生在密苏里大学举行抗议游行。抗议活动和平结束，没有发生任何事件。 

### 新罕布什尔
4月25日，约200人在达特茅斯学院举行示威活动同一天，新罕布什尔大学也举行了另一场抗议活动，示威者呼吁新罕布什尔大学从以色列国内的公司中撤资。 

### 新泽西州
4月22日，普林斯顿大学的教职员工承诺，他们将拒绝为哥伦比亚大学服务，直到学校满足他们的要求：要求因抗议而被错误停学的学生复课、纽约市警察局撤出哥伦比亚大学校园，并撤销要求两个亲巴勒斯坦学生团体暂停活动的决定。  4月24 日，“普林斯顿加沙团结营地”的计划被倾向保守的《国家评论》截获。  4月15日，约 100 名学生在 McCosh Courtyard 扎营，宣称“我们会一直呆在这里，直到大学撤资。” 有两人在10点前被捕。 
4 月29日，普林斯顿大学和罗格斯大学爆发示威活动。罗格斯大学的位于新不伦瑞克的学院大道校区内则设立了营地。  

### 新墨西哥
4月24日，新墨西哥大学附近的鸭塘设立起了一座营地。抗议者要求新墨西哥大学从以色列和其他武器制造商中撤资，因为他们据传使用了新墨西哥大学教职员工和学生的研究成果。   4月29日晚间，警方拘留了学生会中的16人
4月29日，新墨西哥州立大学设立了一个营地。

### 纽约州
巴纳德学院的学生也参加了哥伦比亚大学的露营活动。53名学生被逮捕并被停学，但学院撤销了“几乎所有”停学决定。 
4月22日，警方拆除了纽约大学斯特恩商学院外的帐篷，有133名抗议者被捕。 纽约大学教授海尔加·塔维勒-苏里 (Helga Tawil-Souri)说：“他们带来了警察——数百名全副武装的警察”。纽约大学位于德国柏林和阿根廷布宜诺斯艾利斯的校园也举行了声援静坐活动。 
纽约大学当局声称，一些抗议活动的参与者与学校没有任何关系，而哥伦比亚大学校长则声称，一些校外无关人员加入了抗议活动，利用并加剧了校园的紧张局势。
2024年4月22日，康奈尔大学本科生以 2-1 的优势支持了一项公投，要求永久停火并从支持以色列的武器制造商中撤资。 2024年4月25日，康奈尔大学的学生设立了一个营地，呼吁大学从参与加沙“正在进行的种族灭绝”的公司中撤资。 康奈尔大学于2024年4月27日对四名参加抗议的学生做出了停课处理
4月21日，一个名为“新学院的巴勒斯坦正义学生组织学生”的组织在大学中心大楼内建立了一个声援营地 4月25日，纽约城市大学西哈莱姆校区建立了一个由学生建造的营地。一些哈西德派犹太人加入了这个营地。 同一天，时装技术学院的学生占领了学校的雪莉古德曼资源中心大楼。 
4月23日，罗彻斯特大学河畔校区的团结营地里发现了十多顶帐篷 4月24日，该校的教务委员会表示打算调查其与以色列的关系。  4月29日，锡拉丘兹大学设立了一个营地
4月24日，布法罗大学北校区和纽约州立大学新帕尔茨分校举行了和平抗议活动第二天，霍夫斯特拉大学举行了一场和平抗议活动。

### 北卡罗来纳
北卡羅來納大學夏洛特分校的声援营地于4月22日设立。安保人员要求占领抗议人员立即离开，但他们决定至少待到4月25日董事会再次开会时为止。 
4月26日，北卡罗来纳大学教堂山分校也设立了一个营地。经过谈判，组织者同意拆除帐篷，但条件是允许帐篷留在现场。 北卡罗来纳州立大学和杜克大学的学生也加入进来，联合成立了“加沙三角团结营地”。 
4月26日，杜克大学举行了一场支持巴勒斯坦的集会。

### 俄亥俄州
4月19日，迈阿密大学的巴勒斯坦正义学生组织的组织者领导了约15名学生的罢课，声援在哥伦比亚大学被捕的抗议者。辛辛那提大学巴勒斯坦正义学生组织分会推动了俄亥俄州立大学的营地声援活动。 同一天，凱斯西儲大學的学生在新生参观日举行了静坐示威活动。  4月29日，警方在凯斯西储大学的营地拘留了至少 20 人
4月23日，因参与在校园露天剧场举行集会并在董事会会议外举行抗议，俄亥俄州立大学的两名学生因非法侵入而被捕。 两天后，约上午10点左右，第三名学生在俄亥俄联盟大楼外面的加沙营地被捕。校园警察要求抗议者离开，给出的理由是搭营的区域需要预约使用。 

4月25日，俄亥俄州立大学学生报纸《灯笼报》最初报道称，俄亥俄联盟大楼楼顶上有州警，并称州警们并未武装，并援引大学发言人本·约翰逊的话称，他们只是使用了监视瞄准镜。后来，《灯笼报》删除了这篇文章，并发表了一个新版本，因为约翰逊后来改口称，州警们从晚上10点起使用了长距离射击武器。 
4月29日，欧柏林学院的学生举行集会并建立营地。  一个月前，“自由巴勒斯坦学生会”和“自由巴勒斯坦犹太人会”的学生代表与学校管理人员会面，讨论正式从以色列公司撤资的事宜。 

### 俄勒冈州
4月26日，俄勒岡州立大學学生举行校园抗议活动。在波特蘭州立大學爆发抗议活动后，校长安·卡德于4月26日宣布学校将暂停与波音公司的所有联系。虽然波特蘭州立大學目前没有向波音投资，但之前曾接受过波音的慈善捐赠。 
4月29日，俄勒岡大學图书馆外出现了一个营地

### 宾夕法尼亚州
斯沃斯莫尔学院的学生在校园内搭建了一个营地。在宾夕法尼亚大学，学院领导宣布他们将举行一次“听证会”，但学生们表示不感兴趣。 宾夕法尼亚大学的学生于 4月25日建立了自己的营地，数十名教职员工也出席了此次活动。营地附近举行了一场小规模的反抗议活动，一名学生声称该营地“可耻”，这促使他想要表示对以色列和犹太人民的支持。   4月25日，哈弗福德学院的学生设立了一个营地，两天后，附近的布林茅尔学院学生也搭建了一处营地。  
匹兹堡大学的学生在学习大教堂外的草坪上宣布设立“解放区”，并要求学校宣布并停止对以色列投资。  市警察和校园警察要求这群人离开校园前往附近的申利广场并得到他们的认可。 
4月24日，数百名示威者穿过费城，在德雷塞尔大学、天普大学、市政厅停留，最后在宾夕法尼亚大学设立了声援营地。  
费城的天普大学、位于斯泰特科利奇的宾夕法尼亚州立大学、位于米勒斯维尔的米勒斯维尔大学位于卡莱尔的迪金森学院也举行了抗议。

### 德克萨斯州
4月23日，约100名德克萨斯大学达拉斯分校的学生参加了占领校园建筑的活动，他们在校长办公室附近的走廊里静坐。  同一天，美国青年民主社会主义者德克萨斯农工大学分会在校园内举行了游行。 4月24日，德克萨斯大学阿灵顿分校的学生举行罢课抗议。  4月25 日，德克萨斯农工大学科珀斯克里斯蒂分校、位于拉伯克的德克萨斯理工大学也举行了抗议活动。 
社会主义与解放党圣安东尼奥分会和巴勒斯坦正义学生组织在德克萨斯大学圣安东尼奥分校的分会于4月24日在德克萨斯大学圣安东尼奥分校的校园内组织了一场集会。 在莱斯大学，抗议者在校园绿地上建立了一个“解放区”。同样在休斯顿，休斯顿大学的学生在学生中心外举行了和平抗议。  
4月24日，德克萨斯大学奥斯汀分校的学生团体——巴勒斯坦团结委员会在校园南广场发起罢课静坐活动。  据《达拉斯晨报》报道，德克萨斯州警队在驱散抗议者时逮捕了学生。 至少有 50 名身着防暴装备的士兵袭击了营地。 《美联社》后来报道称，现场数百名当地和州警察，包括一些骑马手持警棍的警察，猛烈冲撞抗议者，并逮捕了 57 人。直到警察出现，一名学生称抗议活动是和平的，并称警察及其行动“反应过度”。 德克萨斯州州长格雷格·阿博特在一条推文中表示，德克萨斯大学奥斯汀分校的抗议者“应该进监狱”， 美国伊斯兰关系委员会表示，“无论格雷格·阿博特是否喜欢，第一修正案都适用于德克萨斯州”。 
据报道，4 月 24 日，奥斯汀当地电视台 Fox 7的一名摄影师卷入了执法人员与学生的争斗，随后被捕。该电视台将这段广为流传的视频转发到推特上，称他们的员工被一名警察推向另一名警察，然后摔倒了地上。这名员工旋即被捕。  另一名德克萨斯州记者被击倒并受伤，随后被警方移交给了急救人员。几个小时后，警察离开，约300名示威者回到钟楼附近坐下并高呼口号。 
4月25日，在德克萨斯大学奥斯汀分校抗议活动中被捕的 46 人的指控被撤销。 一份大学声明称，在抗议活动中被捕的人中几乎有一半不是大学的学生或工作人员，而是“外部团体”的成员 当天，德克萨斯州雇员工会当地分会先前计划的示威活动加入了额外的亲巴勒斯坦抗议活动。该计划的示威活动最初旨在抗议反多元共融的法案——SB17。 
4 月 29 日，德克萨斯大学奥斯汀分校在当天设立的营地中逮捕了 90 多人。 该校在一份声明中声称抗议组织者在示威活动前就向学校发出了威胁。 当晚，抗议者聚集在特拉维斯县监狱外，抗议逮捕行动。 

### 佛蒙特州
4月28日，佛蒙特大学和明德学院都设立了营地。 

### 弗吉尼亚州
4月19日，弗吉尼亚大学抗议者举行了静坐示威
4月26日，玛丽华盛顿大学的学生在杰斐逊广场的草坪上扎营。  4月27日，警方在营地清场时拘捕了12名抗议者，并指控他们非法侵入。  
4月26日，弗吉尼亚理工大学的学生在研究生生活中心外扎营。    4月28日，警方进入营地清场，逮捕了 82 人。  
4月29日，学生们在弗吉尼亚联邦大学图书馆外扎营。 当天晚上，防暴警察包围了营地，并向和平抗议者发射催泪瓦斯以清理该区域。 
5月4日，弗吉尼亚大学有25人被捕，警方拆除了抗议者营地帐篷。16时左右，弗吉尼亚大学宣布情况已经“稳定”。

### 华盛顿
4月23日，约有 10 人在常青州立学院扎营
4月25日，惠特曼学院的学生在安克尼球场举行罢课抗议。他们放置了340面白旗，悼念自10月7日以来被杀害的巴勒斯坦人 4月24日，华盛顿州立大学也举行了抗议活动
4月29日，抗议者在华盛顿大学扎营

### 华盛顿特区
2024年4月23日，华盛顿特区的美国大学发生了罢课事件

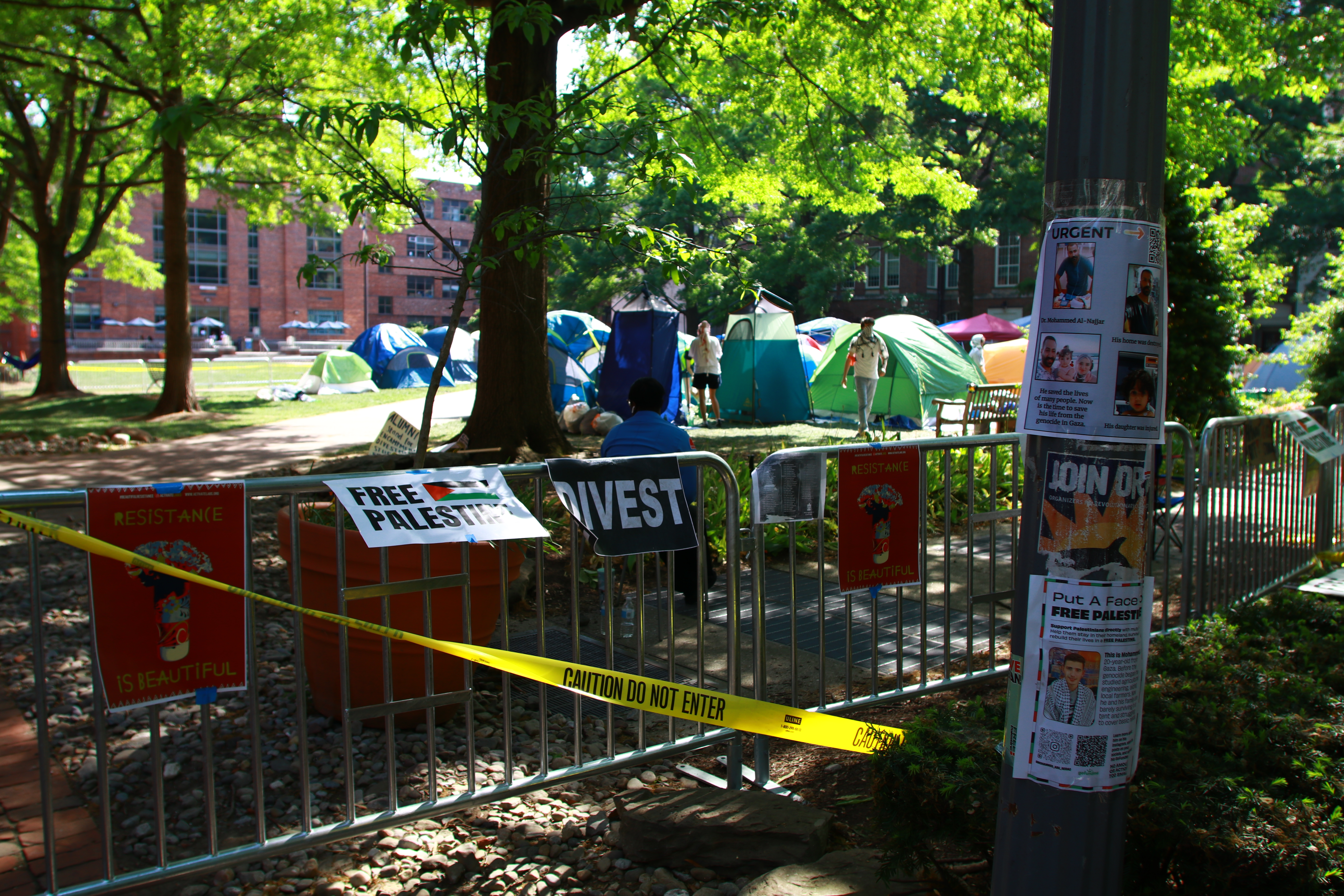
乔治华盛顿大学的营地。摄于2024 年 4 月 28 日

4月25日，乔治城大学和乔治华盛顿大学的学生建立联合营地 ，以声援国际法院判定以色列违反了《防止及惩治灭绝种族罪公约》的裁决。 早上5:30，约70名学生在大学园搭建了25顶帐篷。校警于 6 点到达并告知他们只能在早上7点到下午7点之间出现在校园内。中午时分，200名学生参加了集会。 下午1点，又有150名游行者抵达营地。 下午2:30，反抗议者抵达该营地。 
霍华德大学、乔治梅森大学、马里兰大学巴尔的摩分校和加劳德特大学的学生也加入了抗议活动。   据《华盛顿邮报》报道，大都会警察局拒绝了乔治华盛顿大学工作人员于 4月26日提出的清场的请求。到 4月28日，营地已经越过被封锁的大学校园蔓延到周围的街道。 

### 威斯康星州
4月29日，威斯康星大学麦迪逊分校和威斯康星大学密尔沃基分校爆发了抗议活动，并设立了营地 

### 其他
4月24日早6点，约80名学生在罗德岛州普罗维登斯市布朗大学的主绿地上搭起了帐篷。他们的要求是撤销对去年12月参加静坐抗议的41名学生的指控，并要求学校从“帮助以及能从以色列军事占领巴勒斯坦领土的军事行动中渔利的公司”中撤资。5月2日，校方和学生达成协议，同意考虑撤资，先行讨论再投票学生则同意撤营，5名学生代表将和5名学校法团代表进行协商。布朗大学由此成为全美第一所向学生让步的大学。

## 来自境外的声援

### 阿根廷
4月25日，约20名学生在纽约大学布宜诺斯艾利斯分校大厅静坐，旨在声援曼哈顿纽约大学抗议者，并呼吁该校断绝与以色列的联系。  

### 澳大利亚

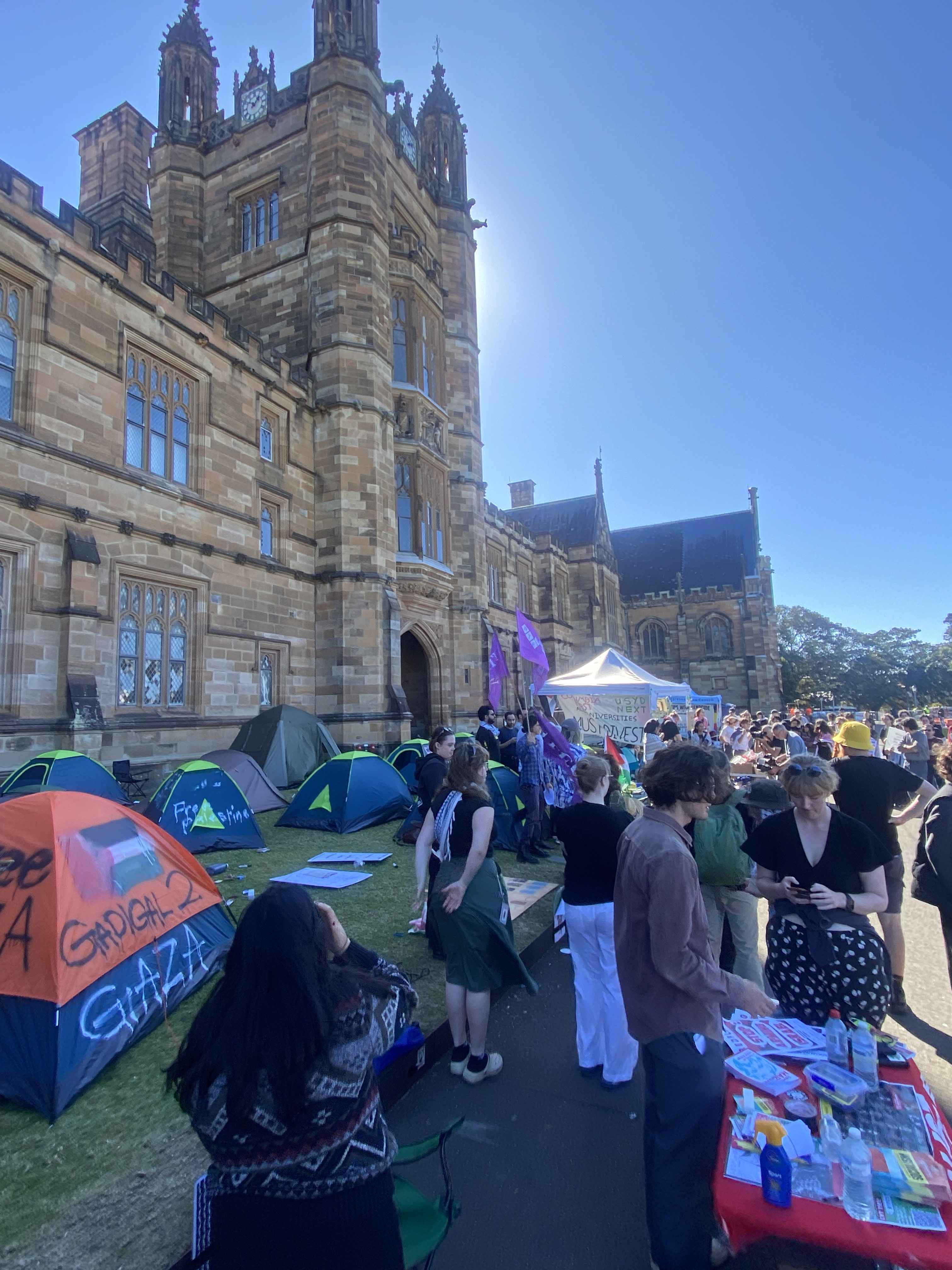
悉尼大学“加沙团结营”一瞥

4月23日，悉尼大学设立了营地。 4月25日，墨尔本大学主校区南草坪上设立了营地。  4月29日，昆士兰大学的学生举行集会并扎营

### 加拿大

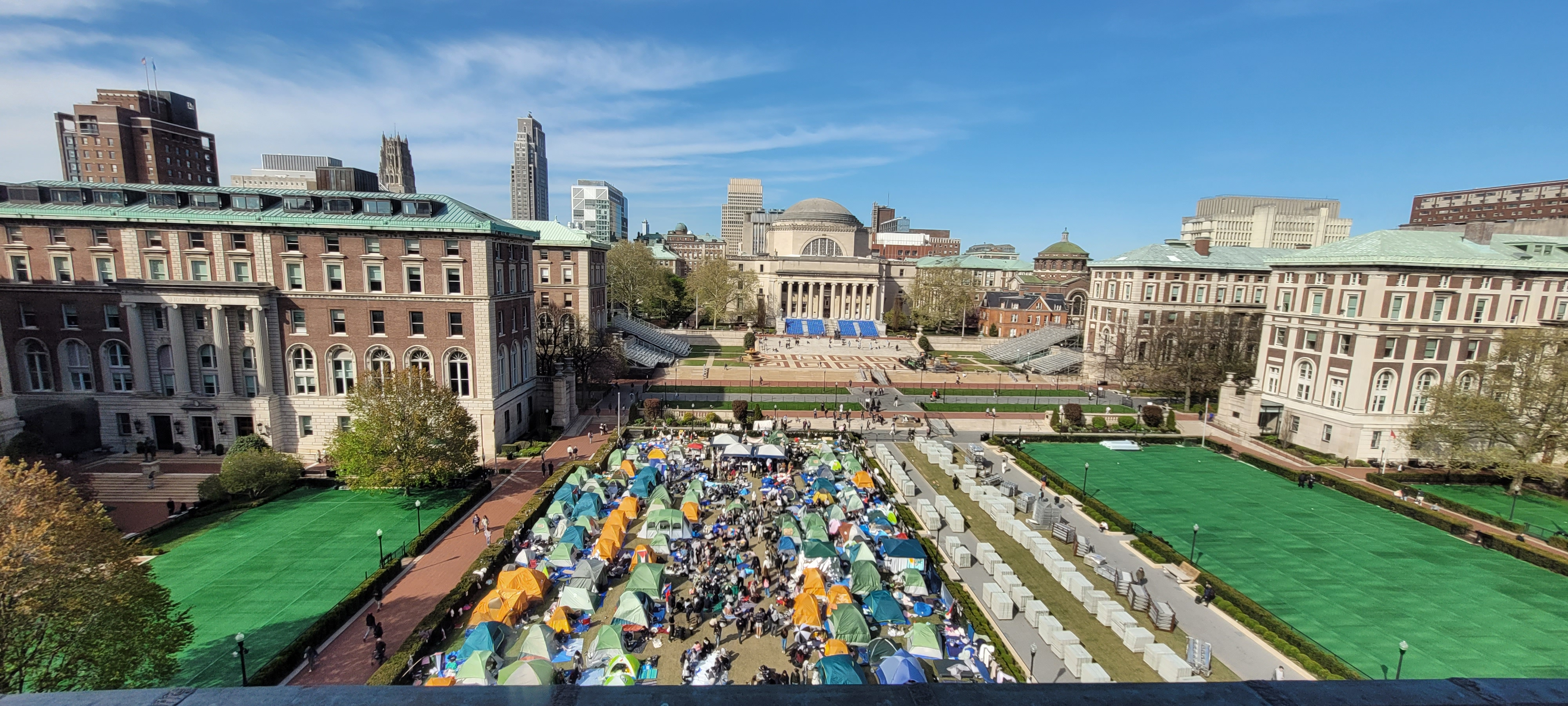
麦吉尔大学“加沙团结营”一瞥

4月22日，学生们在埃德蒙顿的阿尔伯塔大学扎营。
4月27日，有人在蒙特利尔麦吉尔大学的校园里搭起约 20 顶帐篷，呼吁该校切断与以色列的金融往来。附近的康考迪亚大学和蒙特利尔魁北克大学的学生也参加了活动。蒙特利爾市警方监视了这次抗议活动。麦吉尔大学在一份声明中表示，校园内不允许扎营，但没有透露是否会强制拆除。截至4月29日，营地已增加到80多顶帳篷的规模。在与学生代表对话失败后，大学于4月30日向警方寻求帮助。
4月29日，温哥华不列颠哥伦比亚大学的Point Grey校区设立了约有30顶帐篷规模的营地。成立第一天，约有100名抗议者到场，要求该有关机构从以色列撤资。

### 埃及
4月22日，开罗美国大学的学生举行抗议活动，呼吁大学从惠普和安盛撤资。 

### 法国
4月24日，在巴黎政治学院，约60名学生的营地被法国共和国保安队冲击一群学生决定在警察撤离前留下来。   4 月 26 日，抗议者占领了校园建筑，并在大学内设置了路障。   4 月 25 日，索邦大学的学生在大学主校园设立营地，声援巴勒斯坦。 四天后，警方将从校园内中带走数十名学生。 

### 德国
4月25日，纽约大学柏林分校的学生举行集会，声援纽约大学学生。  

### 印度
4月30日，尼赫鲁大学的学生举行抗议活动，抗议美国驻印度大使埃里克·加塞蒂原定访问大学的计划，以及表达和美国抗议学生的团结。加塞蒂的访问因抗议延期。

### 日本
东京大学和早稻田大学发生了学生抗议。

### 意大利
罗马大学和那不勒斯理工大学发生了学生抗议。 

### 西班牙
4月29日，瓦伦西亚大学60多名师生在一座教职员大楼内扎营。尽管学院院长否认同意这项活动，但他完全知情。抗议者呼吁其所在机构切断与以色列大学的联系，并表示他们最终打算将营地搬到外面。 

### 英国
在英国，华威大学的学生于4月19日晚占领了校园广场。  4月22日，来自莱斯特大学巴勒斯坦协会的学生举行抗议活动。  4月26日，伦敦大学学院的学生在校园内举行集会。 

## 反响

### 美国国内

#### 教职员工
纽约大学教授丽贝卡·卡尔表示，从历史上看，“大学处理过许多对抗事件，但我们不是一个暴力机关……我个人非常担心”。科罗拉多大学教授瓦迪·赛义德表示，“第一修正案是自由的标志……你会看到，仅仅是观点的不一致而被限制言论，这是第一修正案所不允许的”。南加州大学教授乔迪·阿穆尔表示，“我们需要停止允许人们将反犹太主义武器化，以指责真正、有效的抗议活动。”德克萨斯大学奥斯汀分校教授杰里米·苏里（Jeremi Suri）表示：“我亲眼目睹了警察——州警察、校园警察、市警察——一队警察……冲进学生人群并开始逮捕学生”。

#### 执法部门
警方对抗议者采取了一系列策略，包括用马匹和防暴警察驱散人群、使用胡椒球、使用泰瑟枪 、大规模逮捕和清理未经授权的营地。 据《灯笼报》报道，警方在俄亥俄州立大学屋顶上部署了狙击手。  

#### 有关组织
美国伊斯兰关系委员会执行主任阿法夫·纳什尔批评警察使用武力驱散抗议活动，称此举破坏了学术自由。美国公民自由联盟等民权倡导者对抗议期间出现的大规模逮捕行为提出了言论自由方面的担忧。 联合国人权事务高级专员沃尔克·图尔克将执法部门的一些镇压行为描述为“造成的影响不成比例”  ，并对这些镇压处理方式感到“不安”。 

#### 政治人物
4月22日，总统乔·拜登批评并谴责抗议活动，称其为反犹太主义活动，並认为抗议者“不了解巴勒斯坦人身上发生了什么事情”。 前总统唐纳德·特朗普表示，正在进行的抗议活动与2017 年在弗吉尼亚州夏洛茨维尔举行的白人至上主义者集会相比“微不足道”。 众议院议长迈克·约翰逊4 月 24 日在哥伦比亚大学发表讲话，表示他承诺“当犹太学生害怕并被迫躲在家里不去上课时，国会不会袖手旁观。” 
佛罗里达州州长罗恩·德桑蒂斯将哥伦比亚大学和其他校园的情况形容为“囚犯控制了疯人院”。 德克萨斯州州长格雷格·阿博特表示，抗议者“应该进监狱”，并继续声称这些抗议活动是“充满仇恨的反犹太抗议”，任何参与其中的人都应被驱逐出境。 宾夕法尼亚州州长乔什·夏皮罗批评高校未能采取足够措施保护学生，这可能导致反犹太事件。 参议院共和党领袖米奇·麦康奈尔将抗议活动描述为“危险的局势”，并表示“其中还存在反犹太主义，这是完全不可接受的”。 
4月24日，德克萨斯大学发生大规模逮捕事件后，许多人对阿博特的处理方式和警察的策略表示不满。得克萨斯州民主党人声称，阿博特斯公共安全部“逮捕和平的学生抗议者的勇气，比当一名枪手闯入尤瓦尔迪的一所小学时还要大”。 美国众议员亚历山大·奥卡西奥-科尔特斯也批评了针对哥伦比亚大学抗议活动部署警察的决定，称这一决定是“激化、鲁莽和危险的行为”。 
极右翼影响者和一些共和党人将抗议活动描述为暴力、“马克思主义接管”和“恐怖主义”。  《纽约时报》指出，抗议活动发生在总统选举年，民主党“利用稳定和正常化的承诺来为接下来将要举行的几场关键选举保驾护航”，抗议活动是共和党传递分裂民主党信息的机会。 
4月26日，被监禁的黑人政治活动家穆米亚·阿布-贾马尔 (Mumia Abu-Jamal)赞扬了抗议活动，他说：“你们决定不再沉默，决定亲自反抗那些你们亲眼看到的压迫”，并宣称抗议者“站在历史正确的一边”。 
加利福尼亚州欧文市市长法拉汗 (Farrah Khan)表示：“我要求我们的执法人员克制。我不会容忍任何侵犯我们学生和平集会和抗议权利的行为。 “ 
2025年3月，美国當局以學校面對反猶騷擾無作為為由取消对哥伦比亚大学约4亿美元的補助。3月13日，哥伦比亚大学表示已开除或停学部分參加亲巴勒斯坦抗议的学生，而部分參加抗議的已毕业学生的毕业证书被吊销。

#### 公众及学生
哥伦比亚大学的一名巴勒斯坦学生埋怨学校称，自从战争开始以来，他们在大学里一直没有安全感，这是“哥伦比亚大学片面的言论和不作为的直接结果”。而一名犹太裔哥伦比亚学生则表示，抗议活动是以色列摧毁加沙大学和教育的结果，所以他们只是将哥伦比亚大学交回给了巴勒斯坦。 针对哥伦比亚大学反犹主义的指控，犹太学生抗议者驳斥了这一说法，其中一名学生称该言论“充满恶意”。 
德克萨斯州立大学的一名博士生声称，阿博特利用抗议活动和随后的警察行动来推销他的右翼思想。 

### 国际反应
以色列总理本雅明·内塔尼亚胡表示，这些抗议活动“令人震惊”，是反犹太主义的，必须予以平息。 美国犹太裔参议员伯尼·桑德斯猛烈抨击了内塔尼亚胡的关于学校内充满了反犹太主义气息的言论，指责内塔尼亚胡分散了美国人民对以色列——哈马斯战争的注意力， 并表示支持亲巴勒斯坦的抗议活动。 
摄影记者莫塔茲·阿扎伊扎在受邀参观哥伦比亚抗议活动后谈到了抗议活动，他表示这次经历很棒，他很欣赏学生们想要了解更多信息并自我教育，能够提高人们对于加沙地带的关注度是一种荣幸。 比桑·奥达表示，抗议活动让加沙民众感到“被关注”。 
针对哥伦比亚大学的抗议活动，印度外交部发言人表示，“每一个民主国家都必须在言论自由、责任感和公共安全与秩序之间取得适当的平衡……毕竟，人们对我们的评价取决于我们在国内的所作所为，而非我们在国外的所言所行。” 
在突尼斯，学生总联合会发表声明，表示“对美国大学的学生运动表示感谢和钦佩，他们从美国大学在越南战争期间反战的辉煌战绩中汲取了灵感”。 
在巴黎政治学院三天的占领活动结束后，法国总理加布里埃尔·阿塔尔表示，他“不会容忍少数人的危险行为”，并将抗议活动描述为“来自北美的意识形态”。 